# Ajuga chamaecistus
Ajuga chamaecistus là một loài thực vật có hoa trong họ Hoa môi. Loài này được Ging. ex Benth. mô tả khoa học đầu tiên năm 1835.